# Поворот не туда (серия фильмов)
Поворот не туда (англ. Wrong Turn) — серия фильмов ужасов совместного американо-немецкого производства. На данный момент существует 7 частей. Первая и седьмая части вышли на широкие экраны, а остальные выпущены на DVD и Blu-ray. Первые три фильма посвящены различным семьям деформированных каннибалов, которые ужасающими способами охотятся и убивают людей в Западной Вирджинии, используя смесь ловушек и оружия.
В перезагрузке присутствует многовековой культ в Вирджинии, который жестоко реагирует на посторонних, вторгающихся в их самодостаточную цивилизацию. Четвёртая и пятая часть — это приквелы к оригинальной трилогии, шестая и седьмая — независимые друг от друга перезапуски.
Серия получила в целом негативный приём, кроме второго и седьмого фильма, которые оценили положительно.

## Фильмы серии
| Фильм                               | Дата выхода (США) | Режиссёр(ы)     | Сценарист(ы)             | Продюсер(ы)                                              |
| ----------------------------------- | ----------------- | --------------- | ------------------------ | -------------------------------------------------------- |
| Поворот не туда                     | 30 мая 2003       | Роб Шмидт       | Алан Б. МакЭлрой         | Стэн Уинстон, Брайан Гилберт, Эрик Фейг и Роберт Кульцер |
| Поворот не туда 2: Тупик            | 21 сентября 2007  | Джо Линч        | Тури Мейер и Аль Септейн | Джефф Фрейлих                                            |
| Поворот не туда 3                   | 20 октября 2009   | Деклан О’Брайен | Коннор Джеймс Делани     | Джеффри Бич и Филлип Рот                                 |
| Поворот не туда 4: Кровавое начало  | 25 октября 2011   | Деклан О’Брайен | Деклан О’Брайен          | Ким Тодд                                                 |
| Поворот не туда 5: Кровное родство  | 23 октября 2012   | Деклан О’Брайен | Деклан О’Брайен          | Джеффри Бич и Филлип Рот                                 |
| Поворот не туда 6: Последний курорт | 21 Октября 2014   | Валерий Милев   | Фрэнк Х. Вудворд         | Джеффри Бич и Филлип Рот                                 |
| Поворот не туда: Наследие           | 26 января 2021    | Майк П. Нельсон | Алан Б. МакЭлрой         | Джеймс Харрис и Роберт Кульцер                           |

### «Поворот не туда»
В первом фильме группу из шести человек в лесах Западной Вирджинии преследуют Одноглазый, Пилозубый и Трёхпалый. Крис Флинн вынужден совершить объезд из-за разлива химиката на дороге. Он поворачивает не в ту сторону и врезается в автомобиль жертвы одной из дорожных ловушек семьи. В поисках помощи в хижине, принадлежащей трем мутантам, героев по одному выслеживают. В конце концов выживают только двое.

### «Поворот не туда 2: Тупик»
Во втором фильме представлена большая семья каннибалов: Мама, Папа, Брат и Сестра, Старик — отец семьи мутантов. Трёхпалый — единственный персонаж из первого фильма. На этот раз каннибалы выслеживают группу молодых людей, принимающих участие в реалити-шоу на выживание.

### «Поворот не туда 3»
В лесах Западной Вирджинии живёт семья мутантов-каннибалов, которые отлавливают заблудившихся путников и жестоко их убивают. Каннибалы тоже платятся жизнью за свои преступления, и в конце концов остается лишь один из них. Он решает отомстить людям за смерть всех своих родственников, и вскоре ему представляется способ осуществить свои планы. По дороге, пролегающей недалеко от дома убийцы, конвоируют на тюремном автобусе группу заключенных.
Автобус попадает в аварию, и люди оказываются оторваны от окружающего мира: автобус непригоден для дальнейшего путешествия, мобильные телефоны не ловят сеть, а путь до ближайшего населенного пункта долог и опасен. Мстительный каннибал находит заключенных и сопровождающий их персонал по одному и жестоко убивает.

### «Поворот не туда 4: Кровавое начало»
В начале фильма рассказывается о детстве трёх братьев-мутантов в психиатрической лечебнице. Сам сюжет повествует о группе из девяти подростков, которые свернули не туда, катаясь на снегоходах. Они попадают в старую заброшенную психиатрическую клинику, где до сих пор живут Трёхпалый, Пилозубый и Одноглазый. Друзья решают провести там ночь и переждать бурю, но на них нападают три каннибала-мутанта. К концу фильма все девять подростков оказываются мертвы. Фильм является приквелом к первому фильму.

### «Поворот не туда 5: Кровное родство»
Выясняется, что Мейнард — серийный убийца, который более тридцати лет находится в бегах, а теперь находится в сговоре с тремя братьями-каннибалами. Он неоднократно называет их «мои мальчики» и его родственники. На протяжении всего фильма братья пытаются вырвать Мейнарда из тюрьмы и убить студентов колледжа и шерифа Анжелу Картер, в то время как остальная часть города находится на фестивале. Фильм заканчивается тем, что Мейнард и три брата сбегают с ослепленной Литой в качестве пленницы. Этот фильм является продолжением «Кровавого начала» и ведет к событиям первого фильма.

### «Поворот не туда 6: Последний курорт»
В поисках внезапного наследства Дэнни и его друзья оказываются в Хобб Спрингс, на заброшенном курорте в горах Западной Вирджинии. Вскоре Дэнни узнает, что его родственники, которых он никогда не знал, вели довольно странный образ жизни, основывающийся на каннибализме. Дэнни придется выбирать между друзьями и родственниками.

### «Поворот не туда: Наследие»
Шестеро друзей путешествуют по Аппалачской тропе.

## В ролях

### Principal cast
| Characters                    | Films              | Films                    | Films              | Films                              | Films                              | Films                               | Films                     |  |
| Characters                    | Поворот не туда    | Поворот не туда 2: Тупик | Поворот не туда 3  | Поворот не туда 4: Кровавое начало | Поворот не туда 5: Кровное родство | Поворот не туда 6: Последний курорт | Поворот не туда: Наследие |  |
| Characters                    | 2003               | 2007                     | 2009               | 2011                               | 2012                               | 2014                                | 2021                      |  |
| Каннибалы                     | Каннибалы          | Каннибалы                | Каннибалы          | Каннибалы                          | Каннибалы                          | Каннибалы                           | Каннибалы                 |  |
| ----------------------------- | ------------------ | ------------------------ | ------------------ | ---------------------------------- | ---------------------------------- | ----------------------------------- | ------------------------- |  |
| Трёхпалый (Three Finger)      | Джулиан Ричингс    | Джефф Скраттон           | Борислав Илиев     | Шон СкинБлейн КипурдаY             | Борислав Илиев                     | Радослав Парванов                   |                           |  |
| Пилозубый                     | Гэрри Роббинс      |                          |                    | Скотт ДжонсонБрайан ВеротY         | Джордж Карлуковский                | Данко Йорданов                      |                           |  |
| Одноглазый                    | Тед Кларк          |                          |                    | Дэн СкинТристан КарлуччиY          | Радослав Парванов                  | Асен Асенов                         |                           |  |
| Па                            |                    | Кен Кирзингер            |                    |                                    |                                    |                                     |                           |  |
| Ма                            |                    | Эшли Эрл                 |                    |                                    |                                    |                                     |                           |  |
| Брат                          |                    | Клинт Карлтон            |                    |                                    |                                    |                                     |                           |  |
| Сестра                        |                    | Рорели Тио               |                    |                                    |                                    |                                     |                           |  |
| Трёхпалый (Three Toes)        |                    | Камео                    | Борислав Петров    |                                    |                                    |                                     |                           |  |
| Люди                          |                    |                          |                    |                                    |                                    |                                     |                           |  |
| Мэйнард Одетс                 | Уэйн Робсон        | Уэйн Робсон              |                    |                                    | Дуг Брэдли                         |                                     |                           |  |
| Крис Флинн                    | Десмонд Харрингтон |                          |                    |                                    |                                    |                                     |                           |  |
| Джесси Берлингейм             | Элайза Душку       |                          |                    |                                    |                                    |                                     |                           |  |
| Карли Ньюман                  | Эммануэль Шрики    |                          |                    |                                    |                                    |                                     |                           |  |
| Скотт Корби                   | Джереми Систо      |                          |                    |                                    |                                    |                                     |                           |  |
| Ивэн Росс                     | Кевин Зегерс       |                          |                    |                                    |                                    |                                     |                           |  |
| Франсин Чайлдс                | Линди Бут          |                          |                    |                                    |                                    |                                     |                           |  |
| Нина Папас                    |                    | Эрика Лирсен             |                    |                                    |                                    |                                     |                           |  |
| полковник Дэйл Мерфи          |                    | Генри Роллинз            |                    |                                    |                                    |                                     |                           |  |
| Джейк Вашингтон               |                    | Тексас Бэттл             |                    |                                    |                                    |                                     |                           |  |
| Мара Стоун                    |                    | Алекса Палладино         |                    |                                    |                                    |                                     |                           |  |
| Эмбер Уиллиамс                |                    | Даниэлла Алонсо          |                    |                                    |                                    |                                     |                           |  |
| Мэтт «Джонси» Джонс           |                    | Стив Браун               |                    |                                    |                                    |                                     |                           |  |
| Елена Гарсиа                  |                    | Кристал Лоу              |                    |                                    |                                    |                                     |                           |  |
| офицер Нейт Уилсон            |                    |                          | Том Фредерик       |                                    |                                    |                                     |                           |  |
| Алекс Майлз                   |                    |                          | Джанет Монтгомери  |                                    |                                    |                                     |                           |  |
| Карлос Чавес                  |                    |                          | Тамер Хассан       |                                    |                                    |                                     |                           |  |
| Флойд                         |                    |                          | Джил Колирин       |                                    |                                    |                                     |                           |  |
| Брэнлн Льюис                  |                    |                          | Том МакКэй         |                                    |                                    |                                     |                           |  |
| Маршал США Уил «Уилли» Хуарес |                    |                          | Кристиан Контрерас |                                    |                                    |                                     |                           |  |
| Кроуфорд                      |                    |                          | Джейк Каррен       |                                    |                                    |                                     |                           |  |
| Уолтер Хэзелтон               |                    |                          | Чаки Венн          |                                    |                                    |                                     |                           |  |
| Кения                         |                    |                          |                    | Дженнифер Пудавик                  |                                    |                                     |                           |  |
| Кайл                          |                    |                          |                    | Виктор Зинк мл.                    |                                    |                                     |                           |  |
| Сара                          |                    |                          |                    | Теника Дэвис                       |                                    |                                     |                           |  |
| Дженна                        |                    |                          |                    | Терра Винеса                       |                                    |                                     |                           |  |
| Дэниэл                        |                    |                          |                    | Дин Армстронг                      |                                    |                                     |                           |  |
| Лорен                         |                    |                          |                    | Али Татарин                        |                                    |                                     |                           |  |
| Бриджит                       |                    |                          |                    | Кейтлин Либ                        |                                    |                                     |                           |  |
| Клэр                          |                    |                          |                    | Саманта Кендрик                    |                                    |                                     |                           |  |
| Винсент                       |                    |                          |                    | Шон Скин                           |                                    |                                     |                           |  |
| доктор Брендан Райан          |                    |                          |                    | Арни Макферсон                     |                                    |                                     |                           |  |
| доктор Энн Мари МакКуэйд      |                    |                          |                    | Кристен Харрис                     |                                    |                                     |                           |  |
| мисси Хилликер                |                    |                          |                    | Упоминается                        |                                    |                                     |                           |  |
| шериф Анджела Картер          |                    |                          |                    |                                    | Камилла Арфведсон                  |                                     |                           |  |
| Билли                         |                    |                          |                    |                                    | Саймон Джинти                      |                                     |                           |  |
| Лита                          |                    |                          |                    |                                    | Роксанна Макки                     |                                     |                           |  |
| Гас                           |                    |                          |                    |                                    | Пол Лубке                          |                                     |                           |  |
| Джулиан                       |                    |                          |                    |                                    | Оливер Хоар                        |                                     |                           |  |
| Круз                          |                    |                          |                    |                                    | Эми Леннокс                        |                                     |                           |  |
| Мозес                         |                    |                          |                    |                                    | Дункан Уисби                       |                                     |                           |  |
| Дэнни                         |                    |                          |                    |                                    |                                    | Энтони Айлотт                       |                           |  |
| Джексон                       |                    |                          |                    |                                    |                                    | Крис Джарвис                        |                           |  |
| Тони                          |                    |                          |                    |                                    |                                    | Акилла Золл                         |                           |  |
| Салли                         |                    |                          |                    |                                    |                                    | Сэди Кац                            |                           |  |
| Вик                           |                    |                          |                    |                                    |                                    | Ролло Скиннер                       |                           |  |
| Джиллиан                      |                    |                          |                    |                                    |                                    | Роксанна Паллетт                    |                           |  |
| Род                           |                    |                          |                    |                                    |                                    | Билли Эшворт                        |                           |  |
| Чарли                         |                    |                          |                    |                                    |                                    | Гарри Белчер                        |                           |  |
| Брайан                        |                    |                          |                    |                                    |                                    | Джо Гаминара                        |                           |  |
| Дженнифер «Джен» Шоу          |                    |                          |                    |                                    |                                    |                                     | Шарлотта Вега             |  |
| Дариус Клемонс                |                    |                          |                    |                                    |                                    |                                     | Эйден Брэдли              |  |
| Венейбл                       |                    |                          |                    |                                    |                                    |                                     | Билл Сейдж                |  |
| Милла Д’Анджело               |                    |                          |                    |                                    |                                    |                                     | Эмма Дюмон                |  |
| Адам Лукас                    |                    |                          |                    |                                    |                                    |                                     | Дилан Макти               |  |
| Эдит                          |                    |                          |                    |                                    |                                    |                                     | Дэйзи Хэд                 |  |
| Скотт Шоу                     |                    |                          |                    |                                    |                                    |                                     | Мэттью Модин              |  |

## Хронология сюжета
Сюжеты первых трех частей франшизы следуют в хронологическом порядке, в то время как сюжет четвёртой части повествует о событиях, случившихся задолго до событий первой части. Пятый фильм франшизы рассказывает о событиях, происходивших в промежутке времени между событиями четвёртой и первой частей франшизы. Шестой и седьмой фильмы франшизы являются перезапусками.
| Название                           | Оригинальное название           | Год  | Режиссёр        |
| ---------------------------------- | ------------------------------- | ---- | --------------- |
| Поворот не туда 4: Кровавое начало | Wrong Turn 4: Bloody Beginnings | 2011 | Дэклан О’Брайан |
| Поворот не туда 5: Кровное родство | Wrong Turn 5: Bloodlines        | 2012 | Дэклан О’Брайан |
| Поворот не туда                    | Wrong Turn                      | 2003 | Роб Шмидт       |
| Поворот не туда 2: Тупик           | Wrong Turn 2: Dead End          | 2007 | Джо Линч        |
| Поворот не туда 3                  | Wrong Turn 3: Left for Dead     | 2009 | Дэклан О’Брайан |

Во всех частях, кроме второй, центральными антогонистами являются трое братьев: Трёхпалый (Three fingers), Пилозубый и Одноглазый — мутанты-каннибалы, живущие в доме глубоко в лесу Западной Вирджинии и любящие убивать жестоко и мучительно. В третьей части центральным антогонистом является Трёхпалый (Three fingers).

## Персонажи
В серии фильмов «Поворот не туда» фигурируют несколько разных каннибалов. Все каннибалы враждебны по отношению к персонажам, с которыми они сталкиваются, не выказывая раскаяния своим жертвам. Каннибалы изображаются не способными разговаривать, но могут общаться друг с другом. Они также демонстрируют умственные способности, умение управлять механизмами и транспортными средствами. Каннибалы остаются друг с другом группами и, по всей видимости, являются результатом инцеста.

### Главный антагонист
Трёхпалый — главный антагонист сериала Поворот не туда. Он каннибал с большим физическим уродством, вызванным токсичными химическими веществами, которым он подвергся при рождении вместе с двумя своими братьями. Он искусный создатель ловушек, создавая свои ловушки так хорошо, что они часто убивают его жертв, прежде чем он сможет применить к ним ужасающие акты насилия.
В первой части (2003) он впервые появился вместе со своими двумя братьями, напав на студента-медика Криса Флинна и группу друзей, включая Джесси Бурлингем, Карли Маркес, Скотта, Эвана и Франсин. В фильме Трёхпалому удается выжить, так как в последний раз его видели убивающим помощника шерифа, когда тот исследует разрушенную хижину. Однако его братья предположительно были мертвы.
В «Повороте не туда 2: Тупик» он убивает Кимберли, разрезав ее пополам с помощью своего племянника, члена семьи каннибалов. Затем он и семья мутантов начинают свое жестокое нападение на остальных участников, когда он успешно убил Нила, члена съемочной группы и захватил полковника Дейла Мерфи с помощью Па. каким-то образом ему удается сбежать, прежде чем Трёхпалый вступает в схватку на ножах. Во время боя Дейлу удается выстрелить Трехпалому в грудь из дробовика, и в результате он считается мертвым, но выживает.
В «Повороте не туда 3» он пытается убить группу туристов и заключенных, и его убивают в конце фильма, наносят удар крюком в голову и взрывают на крыше автомобиля.
Четвертая часть франшизы — это история происхождения каннибалов-мутантов, показывающая, как они появились.
В пятой части он является антагонистом вместе со своими двумя первыми братьями. Во время сериала он был взорван, заколот, пронзен и застрелен несколько раз, но все же выжил; он также очень искусен в создании ловушек, которые мгновенно убивают жертв, прежде чем он закончит с ними свою жестокую работу. Кроме того, он обладает неестественной способностью к регенерации.
В шестой части он возвращается вместе со своими двумя первыми братьями.

### Перезагрузка
Перезагрузка знакомит с Фондом, самодостаточной цивилизацией, которая жила на Аппалачской тропе с 19 века. Они враждебно относятся к любым посторонним, вторгающимся в их уединенное сообщество.

## Отзывы от критиков

### Критические оценки на разных сайтах
| Фильм                               | Rotten Tomatoes    | Metacritic       | CinemaScore |
| ----------------------------------- | ------------------ | ---------------- | ----------- |
| Поворот не туда                     | 40 % (83 рецензии) | 32 (17 рецензий) | C-          |
| Поворот не туда 2: Тупик            | 67 % (9 рецензий)  |                  |             |
| Поворот не туда 3                   | 0 % (5 рецензий)   |                  |             |
| Поворот не туда 4: Кровавое начало  | 20 % (5 рецензий)  |                  |             |
| Поворот не туда 5: Кровное родство  | 0 % (3 рецензий)   |                  |             |
| Поворот не туда 6: Последний курорт | 0 % (1 рецензия)   |                  |             |
| Поворот не туда: Наследие           | 65 % (65 рецензий) | 46 (15 рецензий) |             |
| Среднее значение:                   | 27 %               | 39               | С-          |

## Саундтреки
| Название                                                    | Дата выпуска в США | Длительность | Исполнено    | Лейбл              |
| ----------------------------------------------------------- | ------------------ | ------------ | ------------ | ------------------ |
| Wrong Turn: Original Motion Picture Soundtrack              | Июнь 3, 2003       | 45:43        | Элиа Кмирал  | Varèse Sarabande   |
| Wrong Turn: Soundtrack from the Motion Picture              | Июль 1, 2003       | 47:01        | Разные певцы | Lakeshore Records  |
| Wrong Turn 2: Dead End — Original Motion Picture Soundtrack | Сентябрь 18, 2007  | 52:11        | Бир МакКрири | La-La Land Records |
| Wrong Turn: The Foundation — Original Soundtrack            | Февраль 25, 2021   | —            | Стивен Лукач | Konigskinder Music |